# Snuff-Film
Der Snuff-Film, kurz Snuff (englisch umgangssprachlich to snuff someone = jemanden abmurksen, von to snuff out a candle = eine Kerze auslöschen), ist ein Filmgenre, in dem real wirkende filmische Aufzeichnungen von Morden, Suiziden und ähnlicher Gewalt zur Unterhaltung oder sexuellen Erregung des Zuschauers gezeigt werden. „Snuff-Filme verdanken ihren Reiz dem Versprechen, dass die in ihnen gezeigte Gewalttat nicht gespielt, sondern authentisch ist.“
Es gibt keinen Nachweis dafür, dass sich unter den Filmen dieses Genres auch solche mit realen Inhalten anstatt gestellter Szenen befinden. Der reale Snuff-Film gilt daher als moderne Sage.
Abzugrenzen ist der Snuff-Film von realem Bildmaterial von gefilmten Kriegsschlachten,  Hinrichtungen (z. B. Enthauptungsvideos des IS), Unfällen, Tatorten, Autopsiesälen und so weiter. Der Film Faces of Death enthält authentische, aber auch gestellte Aufnahmen.

## Wortherkunft
Die Bezeichnung snuff soll zuerst von Ed Sanders in dessen Buch The Family: The Story of Charles Manson’s Dune Buggy Attack Battalion verwendet worden sein in Bezug auf Filme, die die „Familienmitglieder“ der Manson Family von den Morden erstellt haben sollen und die nicht aufgefunden werden konnten. Der Film Slaughter (1971), der von den Morden der Manson Family inspiriert war, trug später den Titel Snuff.
1976 erhielt der argentinische Horrorfilm El Ángel de la muerte  in den Vereinigten Staaten den Titel Snuff. In einer der Szenen sollen die Macher des Films eine der Darstellerinnen umgebracht haben. Dies war eine rein fingierte Marketingaussage.

## Mediale Rezeption
Seit Snuff in den 1970er Jahren vom feministischen Anti-Pornographie-Diskurs aufgegriffen wurde, wird das Konzept immer wieder in anderen Debatten, die zumeist ebenfalls auf Verschärfungen der Kontrolle der Mediennutzung abzielen, thematisiert – wie zuletzt beim Thema Happy Slapping. Dadurch wurde Snuff zum modernen Mythos, der den maximalen Tabubruch der Medien-Gewalt und eines ontologischen Realismus kodiert.

## Snuff und Gewaltpornografie
Für einen kleinen Teil des BDSM-Bereichs werden auf legalem Weg Filme produziert, in denen die Darsteller vorgeben, Menschen zu vergewaltigen oder sogar zu töten. Die allermeisten Gewaltpornografie-Konsumenten hätten nach Ansicht der Psychologin Lydia Benecke, die Konsumenten dieses Genres zu ihren Fantasien befragte, jedoch niemals vor, entsprechende Straftaten in die Realität umzusetzen.
Anders sieht es in Bezug auf das Genre Hurtcore aus, in dem authentische Aufnahmen mit echten Opfern für den Tausch kursieren oder zum Kauf angeboten werden.

## Animal Snuff
Eine Spielart des sogenannten Zoosadismus, der sexuell ausgerichteten Tierquälerei, ist der „Crush fetish“, bei dem Tiere zerdrückt werden, was bei den Betrachtenden sexuelle Erregung auslöst.
Diese seltene Paraphilie tritt in der Regel in Kombination mit Fußfetischismus auf. In Deutschland gab es bereits entsprechende Gerichtsverhandlungen, die „Animal Crushing“ beziehungsweise „Animal Snuff“ zum Gegenstand hatten. So wurde 2022 einer Frau in Würzburg der Prozess gemacht, die ein Video verbreitet hatte, auf dem zu sehen war, wie Mäuse mit High Heels zertreten wurden. Es wurde eine Geldstrafe verhängt.
Auch in anderen Ländern, wie zum Beispiel den Vereinigten Staaten und dem Vereinigten Königreich, werden die Erstellung und Verbreitung von Snuff-Filmen, bei denen Tiere im Rahmen eines Crush Fetish sterben, strafrechtlich verfolgt. Einige asiatische Länder, wie die Volksrepublik China oder Indien, haben dagegen deutlich weniger Bestimmungen, die zum Tierschutzrecht zählen.

## Beispiele
Nachstehend aufgelistet sind verschiedene Werke, die aufgrund ihrer Thematik oder Inhalte entweder selbst zu den Snuff-Filmen gerechnet werden können oder aber sich fiktional oder dokumentarisch mit dem Genre befassen.

### Filme und Serien
| Titel                                         | Jahr      | Regisseur/Autor                                    | Kurzbeschreibung |
| --------------------------------------------- | --------- | -------------------------------------------------- | --- |
| Peeping Tom – Augen der Angst                 | 1960      | Michael Powell                                     | Ein Kameramann, der nach außen schüchtern wirkt, führt ein Doppelleben und tötet Frauen, deren Todeskampf er mit der Kamera festhält. |
| Big Snuff                                     | 1976      | Michael Findlay                                    | Die vermeintlich reale Tötung im Film prägte später den Begriff des Snuff-Films. |
| Greta – Haus ohne Männer                      | 1977      | Jess Franco                                        | In einem Frauengefängnis werden die sadistischen Taten der Leiterin mitgeschnitten und vermarktet. |
| Last House on Dead End Street                 | 1977      | Roger Michael Watkins                              | Handelt von einem ehemaligen Sträfling, der als Porno-Filmemacher sein Geld verdienen will und auf Druck des Produzenten und der steigenden Erwartungshaltung des Publikums beginnt, einen Snuff-Film zu drehen. |
| Gesichter des Todes                           | 1978      | John Alan Schwartz                                 | Dokumentarfilm zum Thema Tod, in dem z. T. reale Todes-Szenen enthalten sind. |
| Snuff (The Evolution of Snuff)                | 1978      | Andrzej Kostenko, Karl Martine / Richard R. Rimmel | Die Pseudo-Dokumentation zeigt Szenen beim Drehen von Erotikfilmen im Zusammenhang mit dem Suizid von Claudia Fielers. |
| Nackt und zerfleischt                         | 1980      | Ruggero Deodato                                    | Der Kannibalenfilm mit dem Originaltitel Cannibal Holocaust, der auch dem Genre des Exploitationfilms zugeschrieben wird, war so überzeugend, dass er Regisseur Ruggero Deodato eine Mordanklage mitsamt Gerichtsverhandlung einbrachte und den vermeintlichen Snuff-Film zu einem der umstrittensten Werke der damaligen Zeit machte. |
| Videodrome                                    | 1983      | David Cronenberg                                   | Handelt von einem Snuff-Sender, dessen Ausstrahlungen bei Zuschauern Tumore und Halluzinationen auslösen. Die vermeintliche Realität des Hauptdarstellers wird dabei kunstvoll mit Halluzinationen und Body Horror verwoben. |
| Guinea Pig                                    | 1985–1992 | diverse                                            | 1985 gestartete japanische Splatterfilm-Reihe, deren erste beiden Teile als Snufffilm beworben wurden. Der Schauspieler Charlie Sheen hielt den zweiten Teil der Reihe, Flower of Flesh and Blood, für real, woraufhin das FBI Ermittlungen einleitete, in deren Verlauf sich die Befürchtungen als haltlos erwiesen. |
| Der Todesking                                 | 1990      | Jörg Buttgereit                                    | In dem Episodenfilm setzt sich in einem Kapitel eine Frau eine Filmkamera auf die rechte Schulter und bewaffnet sich mit einer Pistole, um einen Amoklauf in einem Konzertsaal zu begehen, in dem eine Heavy-Metal-Band spielt. Ihre Tat zeichnet die Schützin mit der Kamera auf. Den Amoklauf sieht man in der Ich-Perspektive der Mörderin. In der Rolle des Sängers der Heavy-Metal-Band, der ebenfalls Opfer der Amokläuferin wird, agiert Die-Ärzte-Schlagzeuger Bela B. |
| Benny’s Video                                 | 1992      | Michael Haneke                                     | Ein jugendlicher Videofreak bringt vor laufender Kamera ein Mädchen mit einem Bolzenschussgerät um, um auszuprobieren, wie sich das anfühlt. |
| Stumme Zeugin (Mute witness)                  | 1994      | Anthony Waller                                     | Eine stumme Mitarbeiterin eines Moskauer Filmstudios wird zufällig Zeugin, wie nach Feierabend in dem Studio im Auftrag der Russenmafia ein Snuff-Video gedreht wird. |
| Strange Days                                  | 1995      | Kathryn Bigelow                                    | Lenny (Ralph Fiennes) ist der „Magic Man“: ein Dealer von Snuffclips auf MiniDiscs, die per direktem Neuronenkontakt den Konsumenten das Erlebte anderer Menschen nachvollziehen lassen. Nur dank seiner Freundin Mace (Angela Bassett) hat Lenny die Chance, einen Bürgerkrieg zu verhindern. Die Handlungsstränge des Snuffclip-„Herstellers“, ein Polizeiskandal und Lennys unerwiderte Liebe zur drogenvernebelten Faith (Juliette Lewis) sind dabei miteinander verwoben. An einer Stelle sagt Lennys Freund nach dem Konsum eines üblen Snuffclips einen Satz, der sinnbildlich für den ganzen Film steht: „Die Frage ist nicht, ob Du paranoid bist. […] Die Frage ist, bist Du paranoid genug?“ |
| Tesis – Der Snuff-Film                        | 1996      | Alejandro Amenábar                                 | Filmstudentin Angela stößt bei den Arbeiten an ihrer Examensarbeit auf das Thema Snuff und entdeckt das Geheimnis einiger Lehrer und Studenten an ihrer Universität: Sie drehen im Geheimen Snuff-Filme und vertreiben sie teuer. |
| Hellsing (Animeserie Folge 4)                 | 1997      | Idee von: Kōta Hirano                              | Alucard stößt zufällig auf eine gerade laufende Snuffproduktion. In der Mitte der Folge stellt er fest, dass nur Menschen das Hobby haben, vergnügt zuzusehen, wenn ihresgleichen abgeschlachtet wird. |
| The Brave                                     | 1997      | Johnny Depp                                        | Handelt von einem Indigenen, der seiner von Armut gebeutelten Familie mit einer 50.000-Dollar-Summe aus einem Snuff-Film-Projekt helfen will. |
| 8mm – Acht Millimeter                         | 1999      | Joel Schumacher                                    | Ein Privatdetektiv ermittelt nach den Herstellern eines Gewaltvideos, auf dem ein maskierter Mann ein Mädchen zu Tode foltert. |
| Wolffs Revier – Der Tod ist ein Spezialeffekt | 2000      | Rüdiger Nüchtern                                   | In der Episode beschäftigt sich Kommissar Wolff mit einem Mord in einem Snuff-Film. Die Pornodarstellerin Teresa Orlowski spielt sich selbst in einer Gastrolle. |
| Donna Leon – Vendetta                         | 2000      | Christian von Castelberg                           | In dem ersten Film der Fernsehkrimireihe ermittelt Commissario Brunetti gegen gut situierte Anwälte, die in Prostitutionsgeschäfte und den Handel von Snuff-Videos verwickelt sind. |
| Cradle of Fear                                | 2001      | Alex Chandon                                       | Im Laufe des Splatterfilms sucht der Protagonist Richard Neilson nach einer Website (The Sick Room), die interaktive Snuff-Filme anbietet, bei denen die Opfer „live“ und nach den Wünschen der zahlenden Kunden getötet werden. Richard gerät schließlich selbst (ungewollt) als passiver Darsteller in eine dieser Snuff-Produktionen. |
| August Underground                            | 2001      | Fred Vogel                                         | Zwei Personen entführen, vergewaltigen und foltern willkürlich Menschen und filmen ihre Taten mit einer Videokamera. Eine schlüssige Handlung mit Erzählstruktur besitzt der Film nicht. |
| FearDotCom                                    | 2002      | William Malone                                     | Surrealistischer Psychothriller über eine interaktive Internet-Plattform, auf der vor laufender Kamera entführte weibliche Opfer gefoltert und getötet werden. |
| The Last Horror Movie                         | 2003      | Julian Richards                                    | Soll dem Zuschauer vermitteln, einen echten Snuff-Film zu besitzen. |
| Ab-normal Beauty                              | 2004      | Oxide Pang Chun                                    | Jiney, eine junge Fotografin, entdeckt durch einen Autounfall ihre Obsession mit dem Tod und macht ihn zum Gegenstand ihrer Fotos. In der letzten halben Stunde des Films tauchen dann Snuff-Videos auf, die sehr realistisch wirken. |
| Big Nothing                                   | 2006      | Jean-Baptiste Andrea                               | In einer Nebenhandlung geht es um einen Pfarrer, der durch den Verkauf selbst gedrehter Mordvideos zwei Millionen Dollar verdient. |
| Film Noir                                     | 2007      | D. Jud Jones, Risto Topaloski                      | In diesem Animationsfilm überführt der Protagonist Sam Ruben einen zwielichtigen Manager anhand eines Snuff-Videos, das diesen bei einem rituellen Mord zeigt und mit allen Mitteln unter Verschluss gehalten werden sollte. |
| Motel                                         | 2007      | Nimród Antal                                       | Es geht um ein Paar, das sich in einem Motel des Motelbesitzers und seiner Mitarbeiter erwehren muss, die Hersteller selbst gedrehter Mordvideos sind und es nun auch auf sie abgesehen haben. |
| Snuff 102                                     | 2007      | Mariano Peralta                                    | Eine junge Reporterin recherchiert verdeckt über Snuff-Filme. Während ihrer Tätigkeit wird sie jedoch selbst Opfer von Männern, die einen Snuff-Film drehen wollen. |
| Midnight Movie                                | 2008      | Jack Messit                                        | In diesem Film sucht ein übernatürlicher Killer ein Kino heim. Der Film-im-Film The Dark Beneath wird als Snuff-Film bezeichnet. |
| Place of Darkness                             | 2008      | Douglas A. Raine                                   | Miles Cody ist besessen von der Idee, den ultimativen Dokumentarfilm über den Snuff-Film-Untergrund zu drehen. Nach zäher Recherche lernt er schließlich den „König des Snuffs“ kennen – den finsteren und geheimnisvollen Vic. Cody fasziniert das abstoßende Thema der realen Gewaltpornografie immer mehr, doch dann bemerkt er seltsame Schatten in Vics Mordvideos – Schatten, die sich nicht mit technischen Störungen erklären lassen. Die Geister der gequälten Opfer scheinen Cody aus dem Jenseits eine Botschaft zu senden: Eine Warnung, die dem Dokumentarfilmer klarmachen soll, dass er sich auf einem schmalen Grat längs der tiefsten Dunkelheit der Hölle bewegt.                     |
| Untraceable                                   | 2008      | Gregory Hoblit                                     | Das FBI verfolgt einen Serienmörder, welcher auf der fiktiven Website killwithme.com den Mord von Menschen live überträgt. Dabei beschleunigt sich der Tod des Opfers mit zunehmender Besucheranzahl der Website. |
| Snuff Massacre                                | 2009      | Tommi Lepola                                       | In einer stillgelegten Irrenanstalt dreht eine finnische Filmcrew einen Horrorfilm. Inhalt ist die Geschichte eines ehemaligen Anstaltsarztes, der vor einigen Jahren dort Snuff-Filme gedreht haben soll. Die Crew findet letztendlich zufällig einen Teil dieser Filme und der Regisseur glaubt, mit ihnen seine eigene Produktion verbessern zu können. Vernarrt in diese Vorstellung beginnt er, mit seiner Crew einen richtigen Snuff-Film zu drehen, von dem sie selbst noch gar nichts weiß. |
| The Bunny Game                                | 2010      | Adam Rehmeier                                      | Der Film handelt von der Verschleppung und Folter einer drogensüchtigen Prostituierten. Diese bekommt zudem einen Snuff-Film mit einem früheren Opfer des Killers zu sehen. Die Gewaltdarstellungen im Film sind nach Aussage der Filmemacher realer Natur. |
| A Serbian Film                                | 2010      | Srdjan Spasojević                                  | Es wird die Geschichte eines Pornodarstellers erzählt, der überredet wird, die Hauptrolle in einem Avantgardefilm zu übernehmen. Dieser stellt sich erst im Verlauf der Dreharbeiten als Snuff-Film mit kinderpornografischen und nekrophilen Elementen heraus. |
| Snuff Tape Anthology                          | 2011–2016 | El Gore                                            | Mehrteilige Reihe des deutschen Regisseurs El Gore mit Kurzfilmen zum Thema. |
| Kill List                                     | 2011      | Ben Wheatley                                       | Als sich bei einer Zielperson des Auftragskillers eine Kiste mit Snuff-Filmen findet, gerät die Welt des Protagonisten Jay aus den Fugen und trudelt unaufhaltsam in den Untergang. |
| Sinister                                      | 2012      | Scott Derrickson / C. Robert Cargill               | Ein in der Nacht nach Inspiration suchender Schriftsteller findet auf dem Dachboden seines neu bezogenen Hauses einige Snuff-Filme, woraufhin er eigene Untersuchungen anstellt. |
| V/H/S/2                                       | 2012      | Simon Barrett u. a.                                | Privatdetektive finden in einem Haus Videobänder, die unheimliche Begebenheiten mit Todesfolge aus der Handkameraperspektive zeigen. Wie sich herausstellt, wurden diese als Snuff-Filme gehandelt und mit Gleichgesinnten geteilt. |
| Ripper Street                                 | 2012/13   | Richard Warlow                                     | In der BBC-Serie "Ripper Street" sind diverse Mordfälle aufzuklären. In der ersten Staffel, die im späten 19. Jahrhundert spielt, gerät auch ein Produzent von Pornofilmen ins Visier der Ermittler, der Snuff-Stummfilme, mit sich selbst in der Hauptrolle, vertreiben möchte. |
| The Counselor                                 | 2013      | Ridley Scott                                       | Die mexikanische Drogenmafia tötet entführte Frauen vor laufender Kamera. |
| The Hospital                                  | 2013      | Tommy Golden, Daniel Emery Taylor                  | In einem alten Krankenhaus drehen drei üble Gesellen mehrere Snuff-Filme mit Frauen, die dachten, für eine Reality-Show gecastet worden zu sein. |
| American Guinea Pig                           | 2014      | Stephen Biro                                       | Inspiriert von der Guinea-Pig-Filmreihe entstand dieser US-amerikanische Splatterfilm. |
| Cold in July                                  | 2014      | Jim Mickle                                         | Der Sohn des Protagonisten ermordet auf brutalste Art und Weise Frauen vor laufender Kamera. |
| American Horror Story Staffel 4               | 2014      | Ryan Murphy und Brad Falchuk                       | Die Protagonistin Elsa wird Teil eines Snuff-Films. |
| Nightcrawler – Jede Nacht hat ihren Preis     | 2014      | Dan Gilroy                                         | Ein Kleinkrimineller filmt mit einer Kamera Unfälle, Gewalttaten und Morde, um die Bilder an einen erfolglosen Nachrichtensender zu verkaufen. |
| Atroz                                         | 2015      | Lex Ortega                                         | Drei Morde werden im Film auf Videokassette beziehungsweise Mini-DV gefunden. |
| #Funnyface                                    | 2015      | Marcel Walz                                        | Auf einer Website wird ein Mord an einem Pärchen gestreamt. |
| The Hospital 2                                | 2015      | Jim O’Rear, Daniel Emery Taylor                    | Fortsetzung von The Hospital. Die Filmemacher aus dem ersten Teil setzen ihre Arbeit fort. |
| Tatort: HAL                                   | 2016      | Niki Stein                                         | Einer tot aufgefundenen Frau wurde kurz vor ihrem Tod während eines Sexualaktes eine Plastiktüte über den Kopf gezogen, dies trotz zunehmender Atemnot der Frau weiterhin gefilmt und das Video später auf eine Internettauschbörse für Snuff-Videos im Darknet hochgeladen. |
| A Beginner’s Guide to Snuff                   | 2016      | Mitchell Altieri                                   | Schwarzhumorige Horror-Komödie, in der zwei Brüder den Versuch unternehmen, mit einer entführten Schauspielerin einen möglichst authentischen Snuff-Film zu drehen |
| Sturmgewehr                                   | 2019      | Juval Marlon                                       | Schweizer Independentfilm, der vom Dreh eines Snuff-Films handelt. |
| Monsieur Killerstyle                          | 2019      | Quentin Dupieux                                    | Ein bärtiger Mann in einer braunen Wildlederjacke filmt sich selbst mit einem digitalen Camcorder dabei, wie er mit einem Rotorblatt eines Deckenventilators fremde Menschen erschlägt, um daraus einen experimentellen Dokumentarfilm zu drehen. Eine junge Cutterin unterstützt ihn bei seinem Kunstfilm-Projekt. |
| Snuff Tapes                                   | 2020      | Vito Garcia Viedma                                 | Durch ein Trigger-Erlebnis mit dubiosen Snuff-Filmkassetten erinnert sich eine Journalistin an ihre eigene Vergewaltigungs-Vergangenheit, was die traumatisierte Frau dazu bringt, blutige Rache zu schwören. |
| A Classic Horror Story                        | 2021      | Roberto De Feo, Paolo Stripolli                    | Eine Gruppe von einander fremden Reisenden strandet in einem Wohnmobil bei einer Waldhütte und macht die Bekanntschaft mit einer satanischen Sekte. |
| Traces of Snuff                               | 2024      | Simon Spachmann                                    | Kurzfilmkompilation mit angeblichen Snuff-Aufnahmen aus dem Independent-Bereich. |

### Bücher
- Im Psychothriller „Die Liebhaberin“ von Douglas Kennedy werden Snuff-Movies erwähnt
- In Linda Castillos Thriller Blutige Stille wird eine Amish-Familie für einen Snuff-Film ermordet.
- Donna Leons Krimi Venetian Reckoning (deutsch Vendetta) handelt von Menschenhandel und der Herstellung und Verbreitung von Snuff-Filmen in Italien.
- Im Thriller „Höllenfeuer, Leben und Sterben in Juarez“ von Bernd Rossbach finden die Frauenmorde in Ciudad Juarez ihre Ursache in der Produktion von Snuff-Videos. Der Protagonist, ein Profikiller, sprengt den Ring.
- Im Krimi Stirb schön des englischen Autors Peter James müssen sich der Protagonist und seine Familie sowie Inspektor Roy Grace mit einem Snuff-Movie-Ring auseinandersetzen.
- In dem Krimi The Lamorna Wink (deutsch Die Treppe zum Meer) von Martha Grimes geht es um zwei Kinder, deren Ermordung einzig und allein der Schaffung eines Snuff-Films dient.
- Im Kriminalroman Bluebelle des amerikanischen Autors Andrew Vachss ist die Herstellung von Snuff-Filmen ein wesentliches Element des Plots.
- Eine weitere sehr kurze Erwähnung findet Snuff im Buch Mona Lisa Overdrive von William Gibson.
- In dem Buch Morpheus von Jilliane Hoffman wird Snuff erwähnt, in ihrem Buch Argus werden mehrere Frauen von einem Mann gefoltert und ermordet, der die Tat filmt und einem ausgewählten Publikum zeigt.
- Ebenso widmete sich die japanische Autorin Akira Kuroda dem Thema. In ihrem Buch Made in Japan tauchen Snuff-Filme und eine Gruppe Jugendlicher, die diese konsumieren, auf. Einer der Jugendlichen wird daraufhin zum Mord an einem seiner Freunde inspiriert.
- Im Buch Blind von Joe Hill, Sohn des Horror-Autoren Stephen King, ist die Hauptperson im Besitz eines Snuff-Films.
- Ein weiteres Snuff-Video wird während einer Party in Bret Easton Ellis Debüt-Roman Unter Null gezeigt. Hauptfigur Clay interessiert sich dafür nur wenig. Später im Roman wird ein 12-jähriges heroinsüchtiges Mädchen von Bekannten von Clay an ein Bett gefesselt und von allen Personen (Clay ausgenommen) vergewaltigt und schließlich umgebracht.
- Im Krimi Glitzerland von Robert W. Campbell werden zwei Pornodarsteller für einen Snuff-Film getötet.
- Ebenso ist das Motiv des Krimis Der Hollywood-Mord von Joseph Wambaugh (The Glitter Dome, 1981) eine geplante Produktion eine Snuff-Films in Mexiko.
- Im Buch Der Kameramörder vom österreichischen Autor Thomas Glavinic geht es ebenfalls um ein Snuff-Video, das der Öffentlichkeit zugespielt wird. Auf diesem sind die vom Mörder aufgezeichneten Sterbeszenen zweier Kinder zu sehen. 2010 erschien eine Verfilmung dieses Romans.
- Im Roman Die Tätowierung der schwedischen Kriminalautorin Helene Tursten besitzt einer der Täter Snuff-Videos und lässt sich durch diese zu eigenen „Arbeiten“ inspirieren.
- Im Kriminalroman Der Kruzifix-Killer von Chris Carter handelt ein Nebenstrang von Snuff-Filmen.
- Auch in dem Buch „Level 26 – Dark Origins“ von Anthony E. Zuiker & Duane Swierczynsky werden Snuff Videos erwähnt.
- Im Kriminalroman „Bullenbeißer“ von Rolf Redlin spielen Snuff-Videos eine entscheidende Rolle bei der Auflösung.
- Im Thriller „Blutlinie“ von Cody McFadyen muss Smoky Barett einen Fall, in dem es um einen Snuff-Film geht, lösen.
- Im Thriller Final Cut von Veit Etzold wird die LKA-Kommissarin C. Vidalis durch ein Snuff-Video, dass sie von einem Unbekannten zugesendet bekommt, auf eine neue Mordserie aufmerksam.
- Michel Houellebecq erzählt in seinem Roman Elementarteilchen vom Leben des jungen Rockstars David, welcher Jahre, nachdem er mit der Hauptfigur in Kontakt getreten war, in den USA wegen der Errichtung eines Snuff-Pornoringes verurteilt wird.
- Roberto Bolaño erzählt in seinem Roman 2666 von einer Mordserie an Frauen, die nie aufgeklärt wird. Unter anderem wird vermutet, dass die Frauen für Snuff-Filme getötet wurden. Dabei wird auch auf die Entstehungsgeschichte von Big Snuff verwiesen, allerdings haben die Protagonisten andere Namen.
- Karin Slaughter schreibt in Pretty Girls über die Entstehung und Vermarktung von Snuffpornos.
- Pierre Billon beschreibt in seinem Thriller „Die fünfte Offenbarung“ („Un bâillement de diable“ im französischen Original) wie die Protagonisten einer internationalen Organisation auf die Spur kommen, die mit Snuff-Filmen Geschäfte macht. Die Fäden führen zu einer Sekte, die Ethik und Menschenrechte umgeht. Die Filme und deren Produktionsweise werden teils detailliert beschrieben.
- Nahe Null (2009), ein postmodernistischer Roman aus dem Verlag Russkij Pioner, dessen Autorschaft dem russischen Politiker und PR-Experten, Wladislaw Surkow, zugeschrieben wird. Die Handlung verdichtet sich, nachdem der Protagonist sieht wie seine Geliebte als Schauspielerin in einem öffentlich vorgeführten Film ermordet wird. Das Werk eines mysteriösen Produktionsstudios, ein hoch gepriesenes Avantgarde-Stück, entpuppt sich als ein Snuff-Film. Nur wenige Zuschauer aus der geschlossenen Gesellschaft, die zur Erstaufführung geladen wurde, wissen, dass der Todeskampf auf der Leinwand ein realer ist.
- S.N.U.F.F. (2011), der zehnte Roman von Wiktor Pelewin, schildert die bittere Koexistenz zweier Gesellschaften in einer postapokalyptischen Welt. Das reiche und technisch hochentwickelte Byzantium provoziert die primitiven Einwohner von Urkaine [sic] zu wiederkehrenden, großangelegten Kriegshandlungen. Die so entstehende Inszenierung menschlichen Abschlachtens wird durch fliegende Kameras aufgenommen und – vermengt mit Pornoszenen – auf Byzantium in öffentlichen Medien als Nachrichtensendung vorgeführt.[22]
- „Todesmelodie – ein neuer Fall für Julia Durant“ von Andreas Franz (2012): eine Studentin wird grausam gequält, vergewaltigt und ermordet. Später ergibt sich, dass diese Tat gefilmt wurde und dass es weitere dieser Art gibt. Die Ermittlungen führen die Ermittler in manch Abgründe im Bereich der Snuff-Videos und deren Verbreitung.
- Ein Regisseur von Snuff-Filmen, der plötzlich selbst von Mord bedroht ist, treibt in dem Roman Doktor Sadist des amerikanischen Schriftstellers Jon Athan sein Unwesen. Der Roman erschien im Dezember 2020 im deutschen Festa Verlag ohne ISBN. Wegen der expliziten Schilderung von Gewalt ist der Roman, der von Klaus Schmitz vom amerikanischen Englisch ins Deutsche übersetzt wurde, nicht im regulären Buchhandel erhältlich, sondern kann ausschließlich direkt beim Verlag erworben werden.[23] Ebenfalls von Jon Athan stammt der Roman Mister Snuff, der im Mai 2022 im Festa-Verlag auf Deutsch erschien, über eine Pornofilm-Debütantin, die Opfer eines mörderischen Filmdrehs wird, woraufhin ihr Vater nach Rache an den Mördern sinnt.
- Make Me (Reacher 20) (2015), ein Roman von Lee Child aus der Jack-Reacher-Reihe. Jack Reacher entdeckt mit der Hilfe einer ehemaligen FBI-Agentin und eines Wissenschaftsjournalisten ein Studio, das Snuff-Filme produziert.

### Computerspiele
- In Manhunt muss der Spieler Mitglieder diverser Gangs möglichst brutal hinrichten, um so Snuff-Filme für einen ehemaligen Hollywood-Regisseur namens Lionel Starkweather herzustellen. Er wird hierbei von Starkweather über einen Lautsprecher im Ohr durch mit Filmkameras bestückte Gebiete dirigiert. 2007 wurde eine Fortsetzung des Spiels veröffentlicht. Beide Teile sind in Deutschland beschlagnahmt.
- In Grand Theft Auto: Liberty City Stories wird der Spieler in einer Mission damit beauftragt, einen Sindacco-Mafioso samt Leibwächtern umzubringen, welcher einen Verräter der Sindacco-Sippschaft namens JD O’Toole überwacht. Am Ende der Mission klärt O’Toole auf, dass er alles gefilmt hat und nennt dieses Video fälschlicherweise Snuff-Video.
- In Vampire: The Masquerade – Bloodlines erhält der Spieler den Auftrag, für den Baron von Hollywood einen Snuff-Film zu besorgen, in dem eine junge Frau von monsterähnlichen Wesen grausam ermordet wird und im Weiteren die Verantwortlichen für diesen Film aufzuspüren.

### Musik
- Der Song „Das letzte Haus am Ende der Einbahnstraße“ der thüringischen Dark-Metal-Band Eisregen aus dem Album „Knochenkult“ (2008) bezieht sich auf den Film Last House on Dead End Street: Männer locken schöne Frauen in ein Haus, um sie vor laufender Kamera zu zerstückeln.
- Der Song „Snuff Machinery“ von SITD handelt ebenfalls von der angesprochenen Thematik und verwendet Samples aus dem Film „8mm – Acht Millimeter“, welcher ebenfalls davon handelt. Im Liedtext wird es als „a crime against humanity“ und „a crime against morality“ bezeichnet.
- Der gleichnamige Song „Snuff“ von Slayer beschreibt die 'Erstehung' eines realen Snuffs, die 'Hintergründe und Zukunft' des Täters, die Leiden des Opfers und zieht dabei die Verbreitung durchs Internet heran.
- Die Böhsen Onkelz schrieben den Song Gesichter des Todes, der von der Geld- und Quotengier der Medien handelt und davon, wie das Elend der Menschheit vermarktet wird. Der Titel spielt auf die gleichnamige Videoreihe an und ist auf dem 2000 erschienenen Album Ein böses Märchen enthalten.
- Auf dem Album Kauf mich! der Toten Hosen befindet sich der Song Hot-Clip-Video-Club, der von Gewaltfilmen und Kinderpornos erzählt, die unter der Theke versteckt Verbreitung finden. So heißt es in dem Liedtext: „Ich möchte aus der ersten Reihe dem Tod fest in die Augen sehn. Ich krieg Gänsehaut bei Hilfeschreien, die voller Überzeugung sind […] Denn ich spüre nur noch Leben in mir, wenn ein anderer gerade seins verliert“[24]
- Außerdem behandelt der Song „Snuff“ von der US-amerikanischen Band Slipknot dieses Thema. Dieser handelt von einem jungen Mann, der sich in eine Frau hineinlebt. Für den Sänger Corey Taylor ist dieser Song mit einem persönlichen Ereignis in seinem Leben verbunden.
- Der Song „I Saw a Serbian Film“ des US-amerikanischen Rappers Cage beschreibt die Gedanken des Rappers über den von Snuff-Filmen handelnden Film, A Serbian Film.
- Der filmischen Ästhetik eines Snuff-Films nachempfunden – verrauschte VHS-Qualität mit Störsignalen – ist der Videoclip zum Song Vermillion der spanischen Grunge-Rock-Band Rosy Finch, deren Musikvideo von 2021 nach eigener Aussage von dem Thriller Tesis – Der Snuff Film von 1995 inspiriert ist. Sängerin Mireia Porto, die in dem Musikvideo die Hauptrolle verkörpert, wurde vom Musikmagazin Visions im Dezember 2021 zitiert: „Als Horror-Liebhaber haben wir versucht, die Verzweiflung, die Einsamkeit, die Folter, die Angst eines Mädchens, das aus einem Snuff-Film fliehen will, nachzustellen.“[25]